# Operace Paperclip

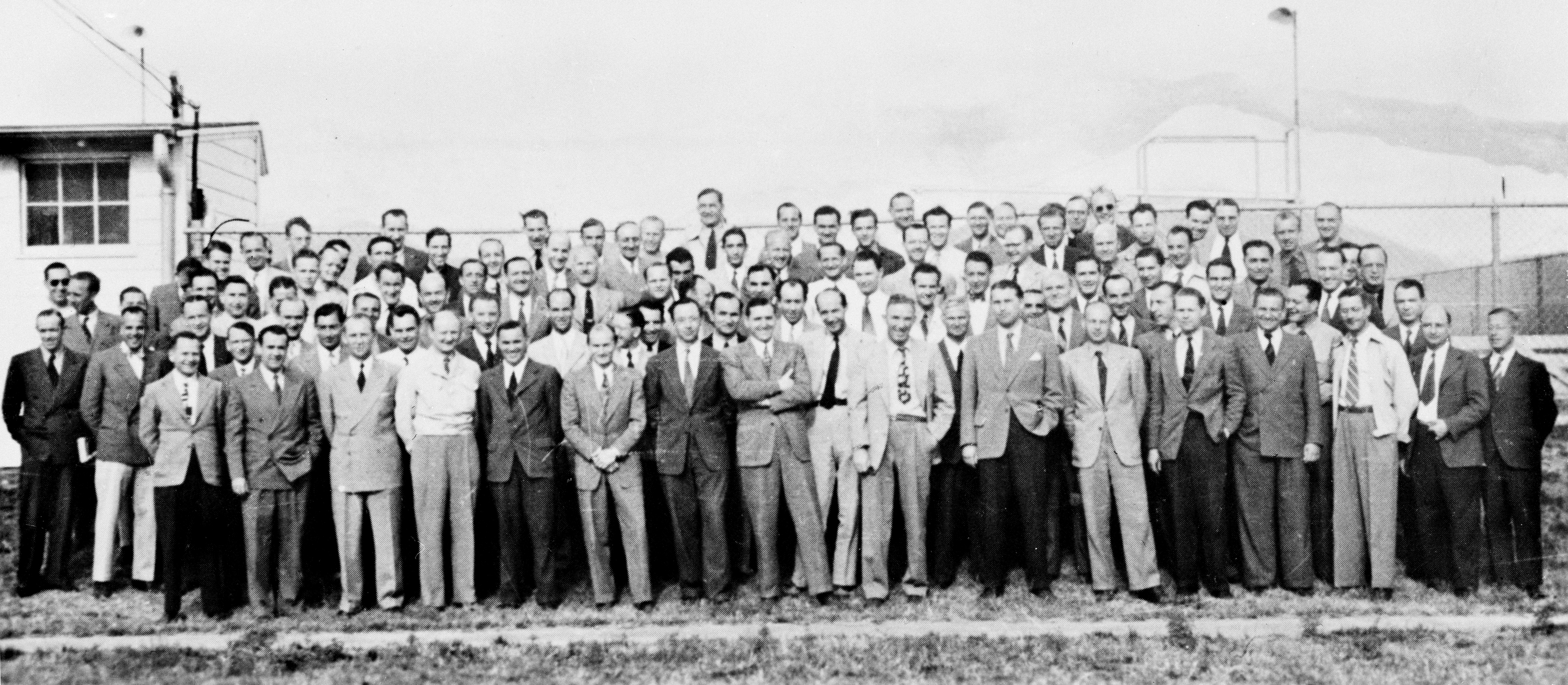
Tým Paperclip v Fort Bliss, Texas

Operace Paperclip (nebo také projekt Paperclip) bylo krycí jméno amerického projektu, který měl za úkol převézt po konci druhé světové války z nacistického Německa do Spojených států německé vědce. Pro tento účel byla vytvořena i tzv. Joint Intelligence Objectives Agency, která spravovala dokumenty a informace o této operaci. Účelem bylo propašování vědců z nacistického raketového průmyslu, medicíny a z divizí chemických zbraní, a zároveň zabránit, aby je nezískal Sovětský svaz.
Svůj nový domov na americké půdě našlo nakonec více než 1500 osob – vědců, z nichž někteří byli za války členy nacistických organizací (NSDAP, SS), podíleli se na zvěrstvech druhé světové války či „jen“ zneužívali otrockou práci vězňů s plným vědomím, že lidé pracující v jejich továrnách jsou jen levným a dostatečně početným „spotřebním materiálem“.[zdroj?] Americké tajné služby a americká armáda utajovala příslušné dokumenty o jejich minulosti a umožnily přesídleným Němcům pracovat i získat americké občanství, což dodnes představuje nedořešený morální problém.

## Operace Overcast
Původním záměrem – a bezejmenným plánem – americké armády bylo pouze vyslechnout vědce, pracující na válečných raketách, a zabavit jejich plány a materiály. To se změnilo 22. května 1945, kdy major Robert B. Staver prohlásil evakuaci německých vědců a jejich rodin za velmi důležitou pro válku v Tichomoří. 19. července 1945 byl tento plán pojmenován jako operace Overcast a zároveň byl značně rozšířen počet vědců i projektů, zamýšlených k transportu přes oceán. Kvůli příliš velkému rozšíření povědomí o názvu Overcast byla nakonec operace přejmenována na Paperclip (operace Kancelářská sponka). Projekt podepsal v srpnu 1945 prezident Harry S. Truman.

## Vědci
Za nejdůležitější vědce, kteří měli být nalezeni a přepraveni do USA, byli považováni Wernher von Braun (člen SS, tvůrce proslulé střely V-2), Kurt Blome (lékař specializující se na biologické zbraně, který testoval své vynálezy na vězních z Osvětimi), nebo Hubert Strughold (zkoumal účinek extrémně nízkých teplot na lidské tělo v táborech Dachau a Osvětim) a další jejich spolupracovníci. Objekty zájmu dále byli raketoví inženýři, chemici, lékaři a experti na námořní zbraně. V září 1945 přiletělo do USA prvních sedm německých vědců, mezi kterými byl i právě Wernher von Braun, a byla jim nabídnuta pracovní smlouva na raketové základně White Sands. V následujících měsících bylo převezeno více než 100 dalších vědců, například Anton Flettner, Walter Dornberger, Ernst R. G. Eckert, Krafft Arnold Ehricke, Alexander Lippisch, Arthur Rudolph, Walter Schreiber, Ernst Stuhlinger a Bernhard Tessmann, Reinhard Gehlen, Franz Six (velitel brigády SS, v Rusku likvidoval prominentní židy).

### Souvislost se SSSR
I Sovětský svaz využíval nalákané, zajaté i unesené vědce (KGB a SMERŠ), kteří by jim mohli být prospěšní. Například Helmut Gröttrup, který během války zastával v továrně Mittelwerk v Peenemünde funkci zástupce vedoucího telemetrického úseku raketového střediska neskončil v gulagu, ale dostal skvělé pracovní podmínky v SSSR, odkud se dostal až v roce 1953. Zajímavé je, že ze SSSR se němečtí vědci snažili vrátit do vlasti, zatímco v USA se naopak snažili zůstat a naturalizovat.

## Související operace
- Special Mission V-2 – americká operace, jejímž cílem bylo prozkoumání technických detailů raket V-2, jejich testování a využití poznatků pro své vlastní rakety.
- Operation Backfire – britská operace, testování raket V-2 v oblasti Cuxhaven v Německu.
- Operace Lusty – americká operace pro získání německých leteckých inženýrů a zejména pak německé letecké technologie

## Důsledky
Pro USA bylo hlavní prioritou vítězství ve studené válce, proto se mnoho z vědců, původně pracujících v nacistickém Německu, ukázalo být velmi užitečnými ve vědeckých organizacích včetně NASA (Wernher von Braun se stal ředitelem Marshall Space Flight Center v Alabamě a později i tvůrcem rakety Saturn V, která byla použita v programu Apollo) a výrazně přispěli k rozvoji proudového letectví a astronautiky.
Výsledky některých projektů jsou stále klasifikovány jako tajné a někteří konspirační teoretikové věří, že se němečtí vědci podíleli i na vývoji takzvaných létajících talířů.